# Вјетроелектрана Хргуд
Вјетроелектрана Хргуд или ВЕ „Хргуд“  након изградње требало би да буде први енергетски објекта ове врсте у систему Електропривреде Републике Српске", са 16 вјетроелектрана чија инсталисана снага ће износити 48 мегавати. Укупна вредност инвестиције требало би да буде 64.285.000 еура.

## Предуслови
Законом о енергетици Републике Српске уређена је основе енергетске политике Републике Српске, а доношењем Стратегије развоја енергетике, планова, програма и других аката за њено спровођење, покренута су и  основна питања везано за регулисање и обављање енергетске делатности, коришћењем обновљивих извора енергије и услови за остваривање енергетске ефикасности. Овим законом прописано је да је коришћење обновљивих извора енергије и ефикаснe когенерацијe у Републици Српској од општег интереса за Републику.
Циљ овог закона и Стратегије РС је:
- промовисања и подстицања производње и потрошње електричне и топлотне енергије из  обновљивих извора енергије,
- остваривање енергетске политике у погледу постизања обавезујућих циљева учешћа енергије из  обновљивих извора енергије у односу на бруто финалну потрошњу енергије у Републици Српској,
- допринос заштити животне средине,
- подршка реализацији циљева за ублажавање климатских промена,
- допринос одрживом развоју,
- рационалније коришћење примарних извора енергије,
- повећање сигурности снабдевања енергијом,
- побољшање диверсификације извора и сл.[4]

На основу напред наведених аката МХ „Електропривреда Републике Српске“ МП а.д Требиње  донела је одлуку да се у општини Берковићи, на локацији планине Хргуд,  уз помоћ консултантске компаније проведе једногодишња испитивања потенцијала ветра на овој локацији, и на основу тога потом изради  детаљна Студија оправданости изградње ВЕ „Хргуд“.
Према спроведеној студији оправданости вјетроелектрана ба имала ове карактеристике:
- инсталисану снагу од 48 MW
- просечну годишњу производњу енергије за 16 вјетроелектрана (П50): 125,9 GWh/y
- 2.623 h/y сати пуног оптерећења
- фактора капацитета:29,9%

На основу напред наведених аката МХ „Електропривреда Републике Српске“ МП а.д Требиње  донела је одлуку да се у општини Берковићи, на локацији планине Хргуд,  уз помоћ консултантске компаније проведе једногодишња испитивања потенцијала ветра на овој локацији, и на основу тога потом изради  детаљна Студија оправданости изградње ВЕ „Хргуд“.
Према спроведеној студији оправданости вјетроелектрана ба имала ове карактеристике:
- инсталисану снагу од 48 MW
- просечну годишњу производњу енергије за 16 вјетроелектрана (П50): 125,9 GWh/y
- 2.623 h/y сати пуног оптерећења
- фактора капацитета:29,9%

## Положај и избор локације
Вјетроелектрана Хргуд требало би да буде изграђена на планина Хргуд (просечне висине 1000 м), која се налази  југозападно од Берковића, а североисточно од Стоца у јужном делу Босне и Херцеговине, у регији Херцеговина (ентитет Република Српска), 50 km северно од Требиња и око 30 km јужно од Мостара у општини Берковићи.  Са јужне стране планина Хргуд је ограничена  стрмим одсеком према долини Брегаве, са источне стране такође стрмим одсеком према Дабарском пољу, а на северу се веже за огранке планине Сњежнице. Планина се пружа у правцу исток-запад, а подељена је тако да западни део припада општини Столац у Федерацији Босне и Херцеговине, а источни општини Берковићи у Републици Српској.
Локалитету Хргуд је изабран из више разлога:
- На бази урађених једногодишњих испитивања након којих је утврђено да се средња годишња брзина ветра у овом делу Херцеговине у Републици Српској креће између 6,1–8,1 m/s на на истраживаној локацији вјетроагрегата висине 79,5 m.
- Да се микролокација на локалитет Хргуд (која је изабрана за изградња вјетроелектране) налази у планинском подручју на земљишту додељеном за пољопривреду и сточарство, као и на шумском земљишту.
- Да  се локалитет не налази унутар резервата природе или заштићеног подручје природе.
- Да на основу обављене пројекције животне средине, нису идентификовани еколошки фактори који би могли угрозити даљи развој пројекта вјетроелектране на локацији Хргуд.

## Техничке карактеристике ВЕ
На основу услова на локацији и Студије оправданости планирано је да се инсталира 16 вјетротурбина. У анализи су узете  у обзир следеће три врсте вјетротурбина,  које су тренутно доступне на тржишту.
| Тип вјетротурбине   | WTG Class | Висина ротора [m] изнад тла | Бр. | Инсталациони капацитет [MW] |
| Siemens SWT-3.0-101 | IA        | 79.5                        | 16  | 48                          |
| Vestas V90-3.0      | IA        | 80.0                        | 16  | 48                          |
| Enercon E-82-3.0    | IA        | 84.6                        | 16  | 48                          |

Неопходне електрокомпоненте за сабирање енергије и повезивање пројекта ВЕ Хргуд на трафостаницу Берковићи  су:
- Електро-мрежa која се састоји се од трансформатора и прекидача смештених у појединим турбинама и каблова између турбина и до трафостанице на локацији,
- Трафостанице на локацији за сабирање енергије из вјетротрубина на нивоу 35 kV и трансформацију на ниво 110 kV,
- Далековода 110 kV (надземни вод) из трафостанице на локацији који води до напајача у трафостаници Берковићи,
- Напајача за 110 kV далековод у трафостаници Берковићи.

Сваки вјетроагрегат ће имати називну снагу од 3 МW и производит ће енергију на ниском напону од 1 kV.
Трафостаница 35 kV Берковићи ће бити спојена на државну мрежу високонапонским водом (110 kV линији, али тренутно ради под 35 kV). Ова трафостаница мораће се доградити или изградити нова трафостаница како би се могла преузети енергија произведена у вјетроелектрани Хргуд.

## Додатни радови на инфраструктури локалитета
Током реализације пројекта ВЕ Хргуд, решаваће се и путна инфраструктура и водоснабдевање села Хргуд. Тиме би се побољшали услове живота у овом делу Берковића.
Укупна дужина ново изграђених путева до локалитета је око 6,5 км, а планира се и реконструкција постојећих путева у дужини од око 4,6 км. Нове/реконструисани путеви добили би шљунчано/макадамску подлогу.